# Eusebius
Eusebius, född 260, död 21 oktober 310 på Sicilien, var påve från den 18 april 310 till den 17 augusti samma år. Eusebius vördas som helgon i Romersk-katolska kyrkan, med minnesdag den 26 september.

## Biografi
Enligt Catalogus Liberianus varade Eusebius pontifikat endast i fyra månader, från den 18 april 309 eller 310 till den 17 augusti samma år. Detaljer om hans karriär finns från en epitaf som påve Damasus I lät skriva till hans grav. Denna epitaf har kommit eftervärlden till del genom avskrifter från antiken. Några fragment av originalet, samman med en kopia från 500-talet i marmor som utfördes för att ersätta originalet sedan det förstörts, återfanns av arkeologen Giovanni Battista de Rossi i de påvliga kryptorna i Calixtus katakomber.
Av denna epitaf förefaller det som om det var allvarliga inre spänningar i den romerska kyrkan angående huruvida apostater (lapsi) under Diocletianus förföljelser skulle få återupptas i kyrkogemenskapen. Dessa inre spänningar hade redan börjat under Marcellus I, och fortsatte under Eusebius pontifikat. Den senare vidhöll romerska kyrkans hållning från föregående påvar, att apostater inte för evigt skulle förvägras gemenskap, men att de skulle förlåtas bara efter att de gjort tillbörlig bot (Eusebius miseros docuit sua crimina flere).
Denna ståndpunkt bestreds av en grupp av de kristna i Rom, som leddes av en Heraklitus. Huruvida dessa var mindre förlåtande (novatinister) eller mer eftergivna är inte känt. Det senare synes dock mera sannolikt, om man antar att Heraklitus var ledare för en grupp apostater som begärde att få upptas i kyrkan igen.
Damasus beskriver konflikten i mycket starka ordalag (seditio, caedes, bellum, discordia, lites). Det är troligt att Heraklitus och hans anhängare försökte driva igenom sin ståndpunkt med våld, och att de mötte motstånd av dem som var trogna Eusebius.
Till följd av dessa oroligheter landsförvisades både Eusebius och Heraklitus av kejsar Maxentius. Eusebius deporterades till Sicilien, där han strax därefter avled. Hans kvarlevor fördes tillbaka till Rom, troligen den 26 september 311, vilket finns angivet i Depositio Episcoporums kronografi av 354. Han fick ett eget cubiculum i Calixtus katakomber.
Hans fasta försvar av kyrkotukten och det straff han därför pålades har gjort att han vördas som martyr, och i epitafen ger Damasus honom denna beteckning.

### Webbkällor
- ”Pope St. Eusebius”. Catholic Encyclopedia. New Advent. https://www.newadvent.org/cathen/05615b.htm. Läst 26 september 2020.
- ”Sant'Eusebio, papa”. Santi e Beati. http://www.santiebeati.it/dettaglio/89031. Läst 26 september 2020.